# Piriqueta carnea
Piriqueta carnea är en passionsblomsväxtart som beskrevs av Ignatz Urban. Piriqueta carnea ingår i släktet Piriqueta och familjen passionsblomsväxter. Inga underarter finns listade i Catalogue of Life.